# تاریخچه زمان (فیلم)
«تاریخچه زمان» (انگلیسی: A Brief History of Time (film)) فیلمی در ژانر مستند به کارگردانی ارول موریس است که در سال ۱۹۹۱ منتشر شد.